# Jan Naterop
Jan Naterop (30 september 1977) is een Nederlandse honkballer.
Naterop, een linkshandige werper, begon met honkballen bij DOOR Neptunus waar hij van 1995 tot 1997 in het tweede team speelde. Daarna ging hij naar de Twins in Oosterhout. Hij debuteerde in de hoofdklasse bij Neptunus in 1996, maar speelde zijn eerste twee volledige seizoenen bij Twins. Toen de club degradeerde ging hij in 2000 spelen voor Sparta/Feyenoord uit Rotterdam. In 2003 kwam hij uiteindelijk bij zijn oude club Neptunus terug en kon als werper in het eerste team aan de slag na het vertrek van Erik Remmerswaal. Met Neptunus deed hij in 2004 en 2005 mee aan het toernooi om de Europa Cup I. In dat jaar kwam hij ook uit voor het Nederlands honkbalteam en debuteerde op 12 juli 2005 tijdens de Europese Kampioenschappen tijdens de wedstrijd tegen Duitsland. Na dit toernooi behoorde hij tot de afvallers voor de selectie voor de wereldkampioenschappen en is daarna ook niet meer opgeroepen. Naterop werkt in het dagelijks leven als fysiotherapeut en kwam voor het laatst uit in de hoofdklasse voor Neptunus in het seizoen 2007.